# 省庁大学校
省庁大学校（しょうちょうだいがっこう）とは、学校以外の教育施設で学校教育に類する教育を行うもののうち、この教育を行うにつき他の法律に特別の規定があるものをいう。

## 省庁大学校と法律
省庁大学校およびこれを規定する法令は、以下のとおりである。

### 学位認定があり、学費納入の不要な省庁大学校
- 防衛大学校: 防衛省設置法第15条
- 防衛医科大学校: 防衛省設置法第16条
- 海上保安大学校: 国土交通省組織令第254条
- 気象大学校: 国土交通省組織令第234条

### 学位認定があるが、学費納入の必要な省庁大学校
- 水産大学校: 国立研究開発法人水産研究・教育機構法第11条
- 職業能力開発総合大学校: 職業能力開発促進法第27条
- 国立看護大学校: 国立健康危機管理研究機構法第23条第1項第12号

### 学位認定のない省庁大学校
- 警察大学校: 警察法第27条
- 税務大学校: 財務省組織令第95条
- 航空大学校: 独立行政法人航空大学校法
- 航空保安大学校: 国土交通省組織令第191条
- 職業能力開発大学校: 職業能力開発促進法第15条の6第3項
- 職業能力開発短期大学校: 職業能力開発促進法第15条の6第2項
- 国土交通大学校: 国土交通省組織令第191条
- 自治大学校: 総務省組織令第126条
- 消防大学校: 総務省組織令第152条

### 国家公務員
これらのうち、防衛大学校、防衛医科大学校、海上保安大学校、気象大学校、航空保安大学校の教員（教官）、および生徒は国家公務員である。

## 大学改革支援・学位授与機構による認定
独立行政法人大学改革支援・学位授与機構（以下「機構」）は、学校教育法第104条第7項第2号の規定に基づき、文部科学大臣の定めるところにより、大学の学部または大学院（研究科）に相当する教育を行うものと認定した省庁大学校の課程を卒業または修了した者に対して、学士もしくは修士または博士の学位授与を行う。
省庁大学校が自身の課程の認定を申し出ると、機構は、この課程が大学の学部、大学院の修士課程または博士課程の水準を満たすかどうかの審査を行う。この審査は、この課程の教育課程、修了要件、教員組織、施設設備等に関して学校教育法、大学設置基準などの関係規定に照らし合わせて行われる。審査の結果、機構が認定すれば、この課程が大学または大学院と同等の水準であることが保証される。
以下は、認定された省庁大学校の認定日と学位の一覧である。

### 防衛大学校
本科
- 1991年（平成3年）12月18日 - 「学士（社会科学）」「学士（理学）」「学士（工学）」
- 2001年（平成13年）3月12日 - 「学士（人文科学）」

研究科（博士前期課程・博士後期課程）
- 1991年（平成3年）12月18日 - 「修士（工学）」「修士（理学）」
- 1997年（平成9年）3月11日 - 「修士（社会科学）」
- 2001年（平成13年）3月12日 - 「博士（工学）」「博士（理学）」

### 防衛医科大学校
医学科
- 1991年（平成3年）8月30日 - 「学士（医学）」

看護学科
- 時期不明 - 「学士（看護学）」

研究科（博士後期課程）
- 1991年（平成3年）8月30日 - 「博士（医学）」

### 水産大学校
本科
- 1991年（平成3年）12月18日 - 「学士（水産学）」

研究科
- 1994年（平成6年）6月23日 - 「修士（水産学）」

### 海上保安大学校
本科
- 1991年（平成3年）12月18日 - 「学士（海上保安）」

### 気象大学校
大学部
- 1991年（平成3年）12月18日 - 「学士（理学）」

### 職業能力開発総合大学校
長期課程・総合課程
- 1991年（平成3年）12月18日 - 「学士（工学）」
- 2012年（平成24年）2月13日 - 「学士（生産技術）」

研究課程・長期養成課程職業能力開発研究学域
- 1991年（平成3年）12月18日 - 「修士（工学）」
- 2016年（平成28年）2月12日 - 「修士（生産工学）」

### 国立看護大学校
看護学部
- 2001年（平成13年）3月26日 - 「学士（看護学）」

研究課程部（前期課程・後期課程）
- 2005年（平成17年）2月10日 - 「修士（看護学）」
- 2015年（平成27年）2月13日 - 「博士（看護学）」

### 学位の授与
認定を受けた省庁大学校の課程を卒業または修了する者は、まず機構に申請を行う。学部相当の課程の卒業者は、単位修得と修了証明を提出して合格することにより、学士の学位を授与される。修士課程相当または博士課程相当の課程の修了者は、単位修得と修了証明に加えて、機構の専門委員会において指名された3人以上の委員が申請論文と口頭試問等の審査を行い、これに合格することにより、修士または博士の学位を授与される。

### 5年ごとの審査
機構は、認定を受けた省庁大学校の課程が教育の水準を維持し続けているかを5年ごとに審査することにより、機構が授与する学位の水準を確保する。